# Pfarrkirche Schwoich

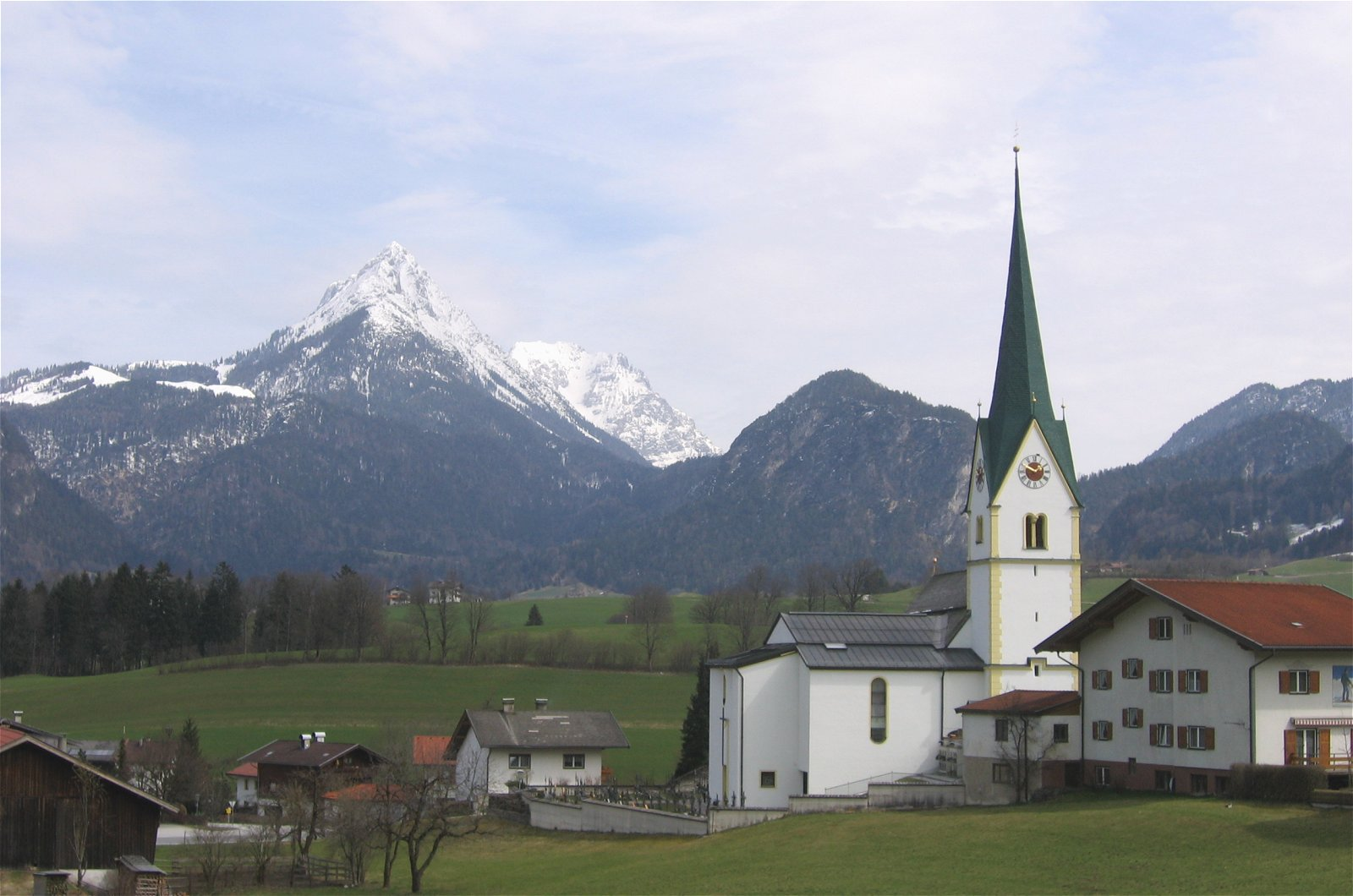
Katholische Pfarrkirche hl. Ägidius in Schwoich, im Hintergrund der Scheffauer

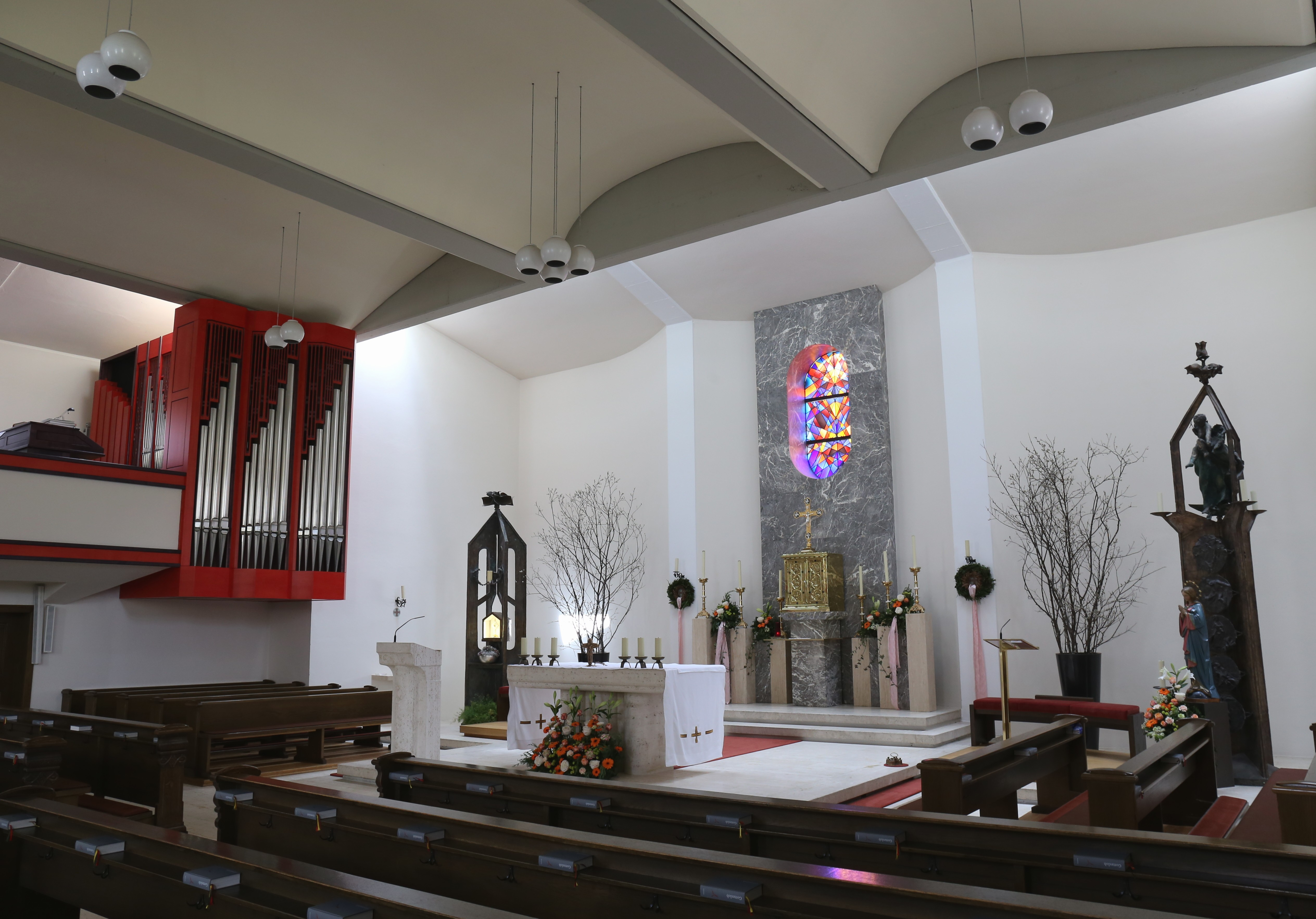
Langhaus der Moderne, Blick zum Altarraum und zur Orgel

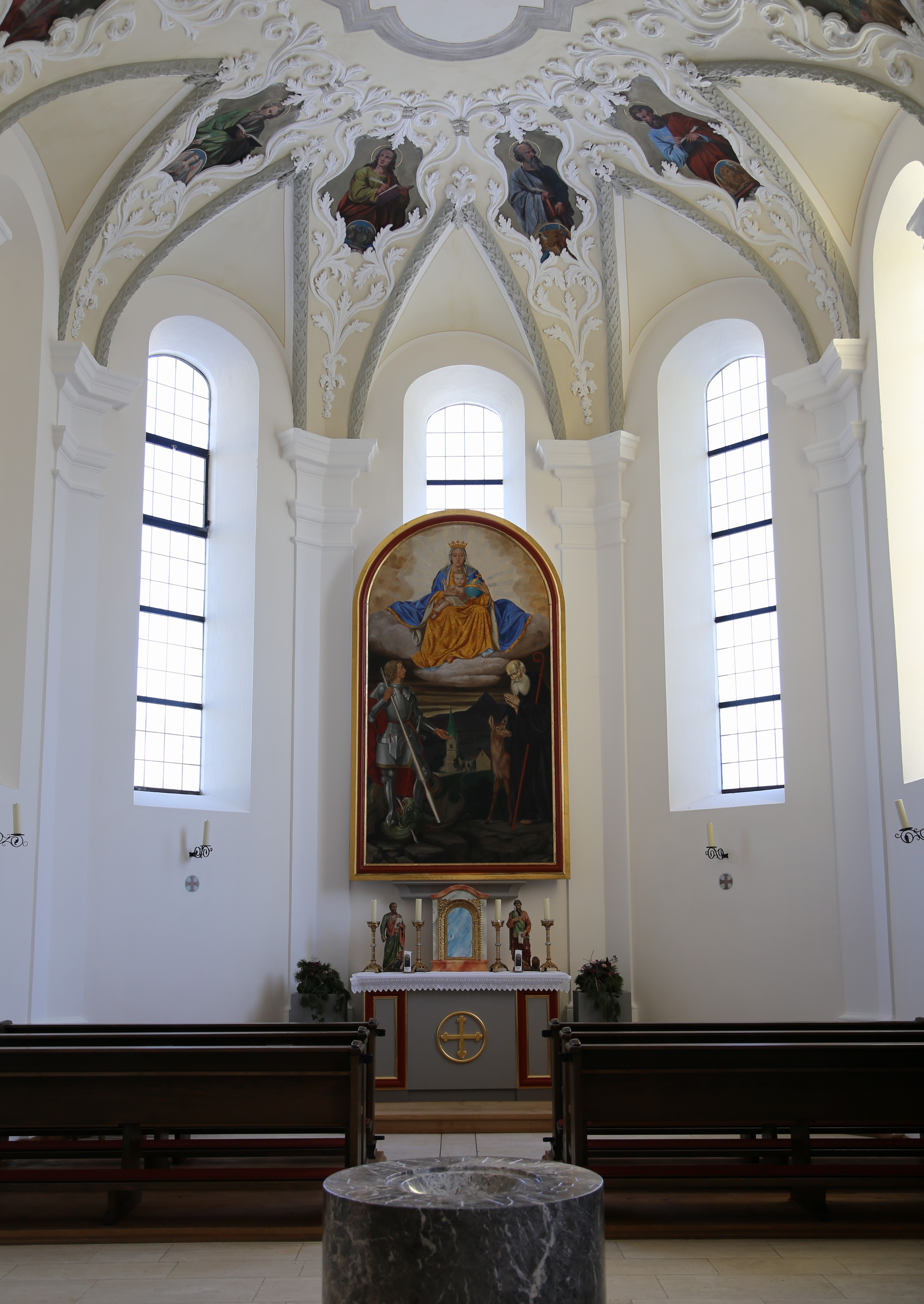
Barocker Chorraum, Taufstein im Vordergrund

Die Pfarrkirche Schwoich steht im Hauptort Dorf der Gemeinde Schwoich im Bezirk Kufstein im Bundesland Tirol. Die dem Patrozinium hl. Ägidius unterstellte römisch-katholische Pfarrkirche gehört zum Dekanat Kufstein der Erzdiözese Salzburg. Die Kirche, der Friedhof und das Kriegerdenkmal stehen unter Denkmalschutz (Listeneintrag).

## Geschichte
Urkundlich wurde 1390 eine Kirche genannt. 1690 wurde zum barocken Bau genannt. 1891 wurde die Kirche zur Pfarrkirche erhoben. Die Erweiterung des Langhauses der Moderne nach Norden erfolgte 1975 nach Plänen des Architekten Clemens Holzmeister.

## Architektur
Die Kirche – von einem Friedhof umgeben – hat einen mittelalterlichen Turm, einen barocken Kirchenbau und erweitertes Langhaus der Moderne mit einem Altarraum.
Der mächtige, aber mäßig hohe Westturm wohl aus dem Ende des 14. Jahrhunderts ist durch Gesimse dreifach geteilt, der Turmerdgeschoß ist mit Spitzbögen geöffnet, er hat im Glockengeschoß Zwillingsfenster und trägt einen Spitzgiebelhelm. Das dreijochige barocke Langhaus schließt mit einem eingezogenen polygonalen Chor, die Fassaden sind mit Lisenen gegliedert und haben Segmentbogenfenster. Das Langhaus wurde 1975 mit einer Erweiterung nach Norden geöffnet und mit einem neuen Altarraum umorientiert.
Das Kircheninnere zeigt eine Flachtonnenwölbung aus 1690, die Spitzkappengrate sind mit breiten Blattstäben betont. Zwischen dem Medaillonfeldern zeigt sich Akanthusstuck um 1700. Die Gewölbemalerei schuf der Maler Josef Gold 1883, im Chor die Vier Evangelisten und Peter und Paul, im Langhaus Herz Jesu, Kreuzesaufrichtung, Geburt Christi und die Vier Kirchenväter.

## Ausstattung
Der alte Hochaltar im barocken Chor zeigt das Leinwandbild Madonna mit den hll. Georg und Ägidius mit einer Ansicht von Schwoich gemalt von Franz Xaver Fuchs 1931. Es gibt zwei Leinwandbilder hl. Anna und hl. Josef vom Maler Josef Strasser um 1860.
Die Bronzearbeiten Tabernakel, Madonna, Eucharistie im modernen Altarraum schuf der Bildhauer Josef Zenzmaier 1975.
Es gibt zwei Glocken von Josef Graßmayr 1720 und 1721.